# The Pagan Manifesto
The Pagan Manifesto è l'ottavo album in studio del gruppo musicale italiano Elvenking, pubblicato nel 2014 dalla AFM Records.
L'album è stato pubblicato il 9 maggio 2014 in Europa mentre il 27 maggio negli Stati Uniti d'America.
Il 21 marzo è stato pubblicato il brano Elvenlegions e successivamente, il 5 maggio, Moonbeam Stone Circle, entrambi estratti dall'album.

## Tracce
1. The Manifesto – 1:32 (musica: Rafahel, Aydan)
2. King of the Elves – 12:55 (Aydan, Damna)
3. Elvenlegions – 3:51 (Damna, Aydan)
4. The Druid Ritual of Oak – 4:03 (Aydan)
5. Moonbeam Stone Circle – 5:34 (testo: Damna – musica: Damna, Aydan)
6. The Solitaire – 4:36 (Aydan)
7. Towards the Shores – 4:08 (testo: Aydan – musica: Aydan, Damna)
8. Pagan Revolution – 3:38 (testo: Damna – musica: Damna, Aydan)
9. Grandier's Funeral Pyre – 4:34 (Damna)
10. Twilight of Magic – 5:37 (testo: Aydan – musica: Aydan, Damna)
11. Black Roses for the Wicked One – 4:47 (Damna)
12. Witches Gather – 8:42 (Damna)

Tracce bonus nell'edizione limitata
1. Amethyst – 2:17
2. Cyfarwydd – 3:12

## Formazione
Gruppo
- Damna – voce
- Aydan – chitarra
- Rafahel – chitarra
- Jakob – basso
- Symohn – batteria
- Lethien – violino

Altri musicisti
- Antonio Agate – tastiera, orchestrazione, arrangiamento tastiera e orchestra
- Maurizio Cardullo – cornamusa, tin whistle, low whistle
- Jarpen – growl
- The Stonecircle Choir – coro
- Amanda Somerville – voce femminile (traccia 2)
- Isabella Tuni – voce di Annis the Black (traccia 12)

Produzione
- Aydan – produzione
- Damna – produzione
- Simone Mularoni – produzione, registrazione, ingegneria del suono, missaggio, mastering